# Nowy Kanał Notecki

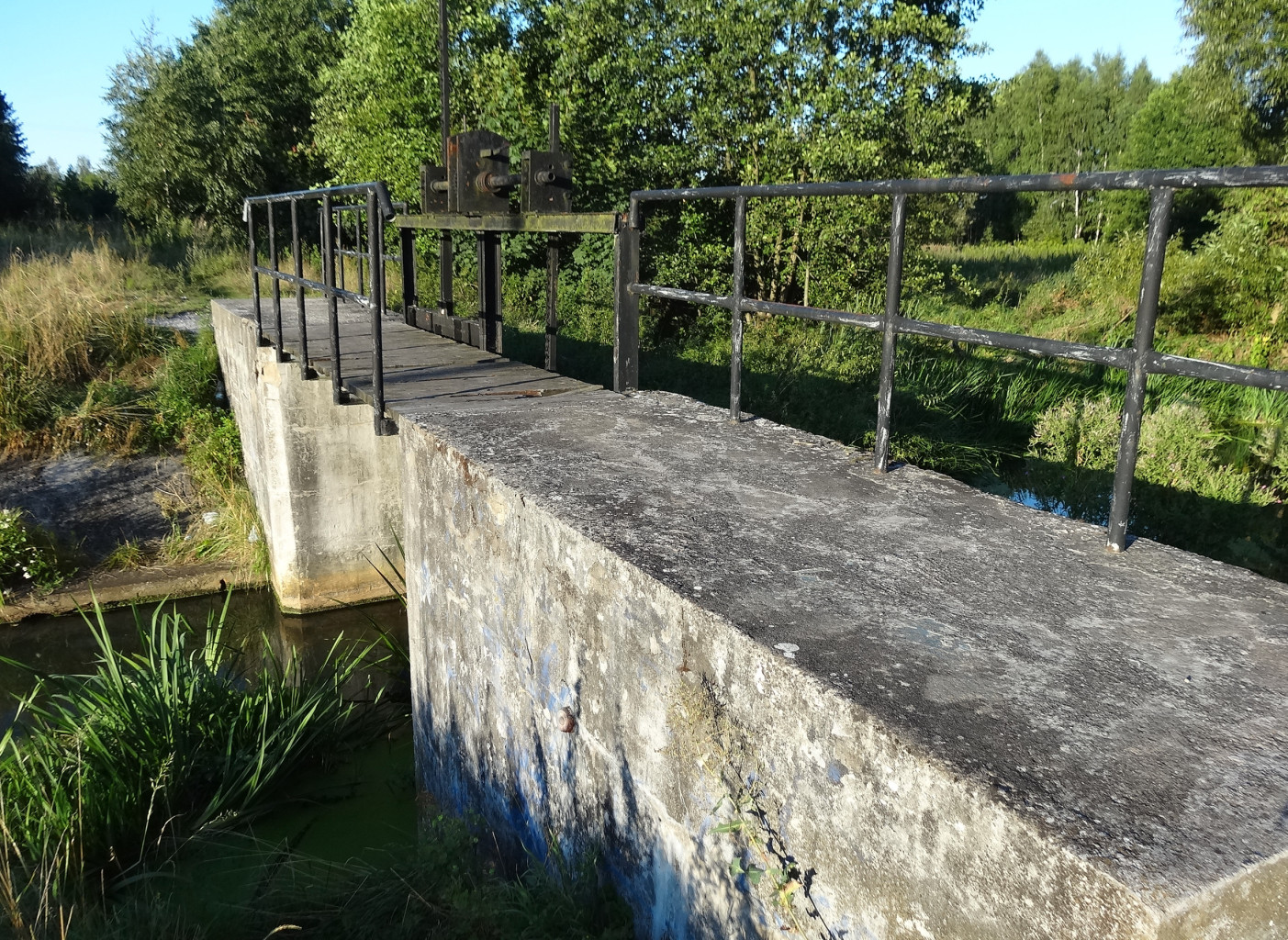
Jaz w Brzozie

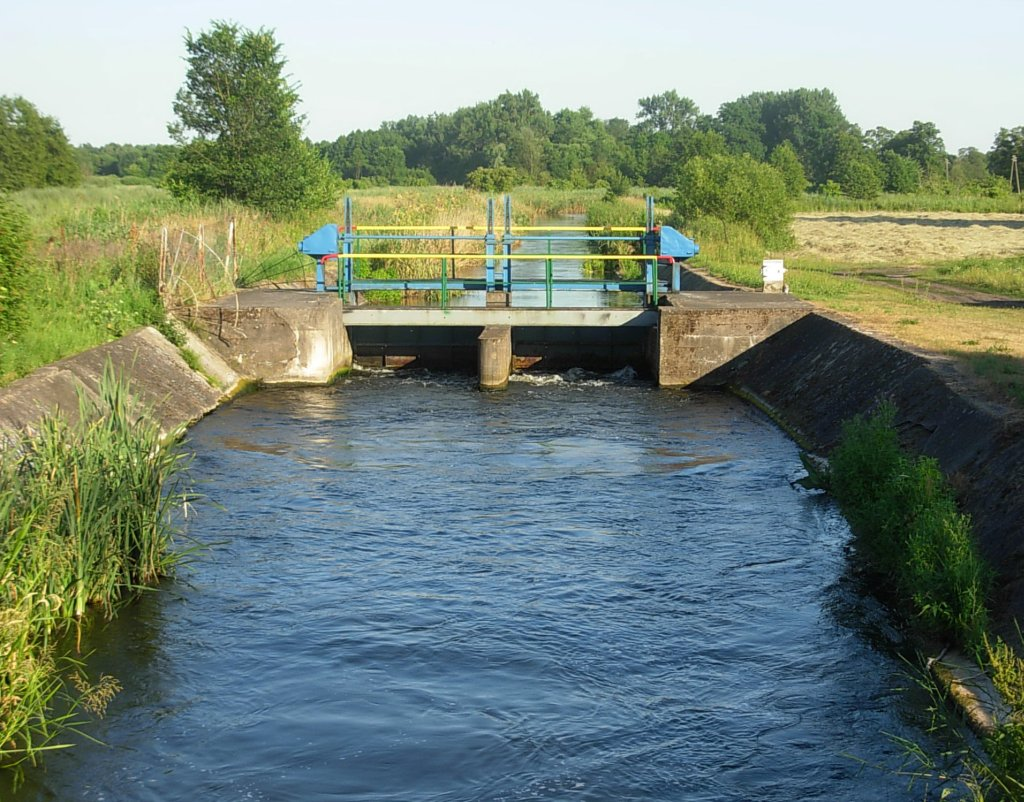
Jaz w Dębinku

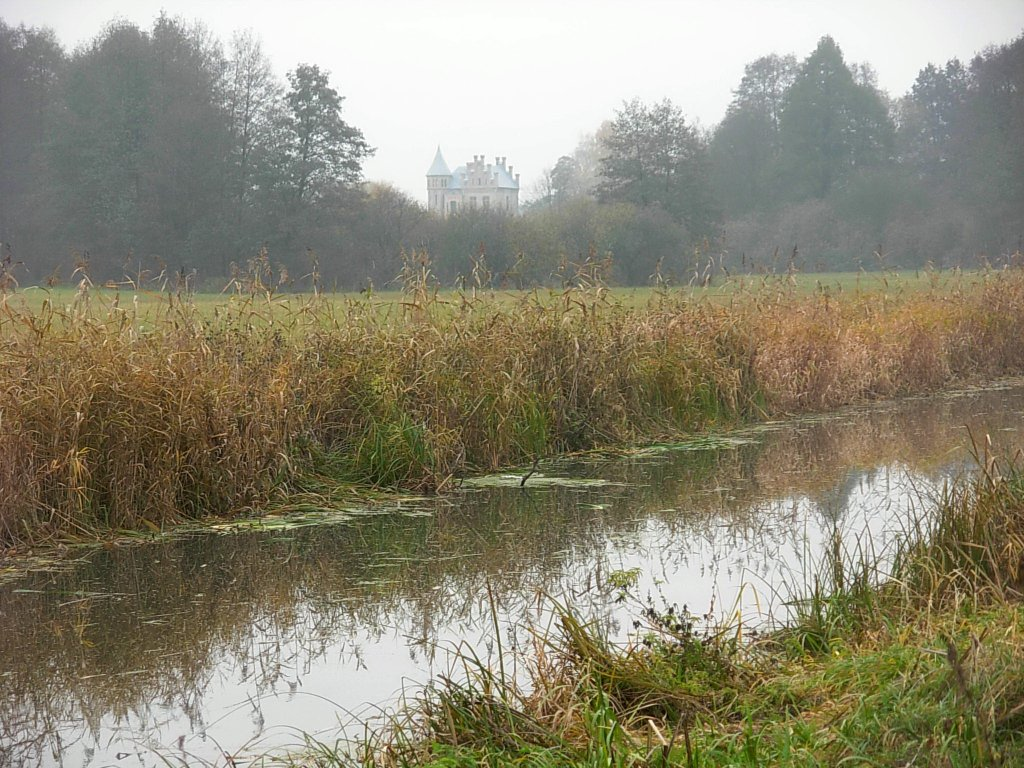
Kanał Nowonotecki, w tle pałacyk myśliwski Skórzewskich w Brzozie-Mochyłku

Nowy Kanał Notecki zwany także Kanałem Nowonoteckim – kanał w powiecie bydgoskim, w Kotlinie Toruńskiej, poprowadzony po śladzie wielkiego zakola Noteci Antoniewo – Brzoza – Dębinek. Służy regulacji stosunków wodnych na obszarze łąk nadnoteckich i zastępuje pierwotne koryto rzeki Noteć, której odcięte meandry i starorzecza występują w sąsiedztwie kanału.

## Położenie
Nowy Kanał Notecki znajduje się na południe od Bydgoszczy w gminach Nowa Wieś Wielka oraz Białe Błota w powiecie bydgoskim. Pokrywa się w przybliżeniu ze śladem koryta starej Noteci w obrębie wielkiego zakola tej rzeki liczącego blisko 20 km. Rozpoczyna się przy śluzie Antoniewo na Kanale Górnonoteckim, przepływa przez miejscowości: Kolankowo, Brzozę, Wałownicę, Olimpin, Przyłęki i dochodzi ponownie do Kanału Górnonoteckiego przy węźle wodnym w Dębinku.

## Charakterystyka
Nowy Kanał Notecki jest ciekiem zaliczanym do urządzeń melioracji podstawowej. Jego długość wynosi około 19 km. Rozpoczyna swój bieg od prawobrzeżnego ujęcia zlokalizowanego powyżej stopnia piętrzącego Antoniewo w km 121,600 drogi wodnej Warta – Kanał Bydgoski, kończy zaś poniżej węzła Dębinek. W miejscowości Przyłęki wody Kanału poprzez system budowli rozrządowo-piętrzących, rozdzielone są na Kanał Przyłęki i dolny odcinek Kanału Nowonoteckiego, który pokrywa się ze starym korytem Noteci. Nowy Kanał Notecki obok fragmentów starej Noteci, Kanału Górnonoteckiego, Kanału Przyłęki, Kanału Kruszyńskiego i szeregu rowów melioracyjnych wchodzi w skład Górnonoteckiego Systemu Wodno-Gospodarczego.
Głównym zadaniem Kanału Nowonoteckiego jest doprowadzenie wody do nawodnień kompleksów melioracyjnych o powierzchni ok. 1813 ha. Według Instrukcji rozrządu wody Górnonoteckiego Systemu Wodno-Gospodarczego nawadniano za jego pośrednictwem następujące kompleksy łąk:
- Krotoszyn Łąki o powierzchni 367 ha
- Kanał Kruszyński o powierzchni 464 ha
- Prądki – Przyłęki – Brzoza o powierzchni 982 ha

Obecnie nawadniany areał jest znacznie mniejszy, a rzeczywiste zużycie wody niższe. Woda wykorzystywana jest głównie do nawodnień łąk i pastwisk w okolicach miejscowości Prądki – Przyłęki – Brzoza poprzez hamowanie przepływu urządzeniami piętrzącymi na długości około 10 km. Następnie poprzez system rozrządowy w Przyłękach kierowana jest na Kanał Kruszyński i Łąki Krotoszyńskie. Kanał Przyłęki za pośrednictwem budowli rozrządowej w okresie wegetacji dostarcza wodę do Kanału Kruszyńskiego.
Na Kanale znajduje się 10 obiektów hydrotechnicznych stale piętrzących wodę o klasie ważności IV i o piętrzeniu wody powyżej 1,0 m. Jest to 9 przepustów z piętrzeniem wody oraz jaz w Brzozie. Reżim wodny po części regulowany jest sztucznie. W okresach posusznych zasilanie w wodę odbywa się w sposób kontrolowany przez rozrząd wody na śluzie w Antoniewie.
Do Kanału uchodzą oczyszczone ścieki z dwóch oczyszczalni gminnych: w Dziemionnie (obsługuje głównie Nową Wieś Wielką) i Brzozie.

## Historia
Nowy Kanał Notecki powstał w XIX wieku w ramach wieloletnich prac związanych z regulacją stosunków wodnych w dolinie górnej Noteci. Przed 1772 r. od Łabiszyna przez Brzozę do Rynarzewa nieuregulowana wówczas Noteć zataczała rozległy łuk, płynąc meandrami wśród zatorfionych łąk. Powszechnym zjawiskiem były powodzie i podtapianie łąk. W czasie budowy Kanału Bydgoskiego w 1774 r. zbudowano kanał zasilający od Noteci pod Rynarzewem do Lisiego Ogona. Plany melioracji górnej Noteci podjęto jeszcze w latach 90. XVIII wieku. Zamierzano osiągnąć wielorakie korzyści: uspławnienie rzeki oraz gospodarcze wykorzystanie rozległych łąk nadnoteckich. Do 1795 r. prace nad realizacją projektu ograniczyły się do pomiaru łożyska rzeki i opracowania planów terenowych. Dalsze roboty przerwały późniejsze wydarzenia polityczne.
Na początku XIX wieku właściciel dóbr łabiszyńskich leżących po obu stronach środkowej Noteci czynił starania w celu wykorzystania żeglownego rzeki Noteci do transportu towarów rolnych. Z powodu opieszałości władz pruskich, które nie kwapiły się do podjęcia prac regulacyjnych, hrabia Fryderyk Skórzewski na własny koszt rozpoczął prace na Noteci i kanale zasilającym na terenie swojej posiadłości zmierzające do wyregulowania poziomu wód. Wykonano wówczas przekop omijający wielkie zakole Noteci. Na kanale zbudowano 2 śluzy, jedną na jego początku wraz z domem śluzowego i nazwano Antoniewo od imienia żony właściciela Antoniny z Garczyńskich. Drugą wzniesiono 2 km dalej również z domem śluzowego i nazwano Frydrychowem od imienia Fryderyka Skórzewskiego. Dzieło ukończył w 1825 r. W 1860 roku powstała Spółka Okręgowa Melioracyjna Pakosko-Łabiszyńska oraz Bydgosko-Łabiszyszyńska, która dokonała melioracji górnego i środkowego odcinka Noteci. W latach 60. i 70. XIX wieku wykopano nowe koryto Noteci, pozostawiając na uboczu odcięte meandry i starorzecza. Oprócz funkcji melioracyjnej, nowy kanał mógł służyć celom doraźnego transportu wodnego. W wyniku przeprowadzonych melioracji, dolina górnej Noteci niegdyś zaliczana do bardzo zabagnionych, została podzielona systemem rowów melioracyjnych i osuszona. Torfowiska i bagna ustąpiły miejsca łąkom i pastwiskom, a łozowska znacznie zmniejszyły swój areał.
W latach 70. XIX w. władze pruskie opracowały szczegółowe projekty kanalizacji górnej Noteci od jeziora Gopło do Kanału Bydgoskiego. W latach 1878–1882 wykonano Kanał Górnonotecki przystosowany do żeglugi barek do 150 ton. Powstały nowe śluzy, przekopy i obejścia m.in. Kanał Łabiszyński. W Dębinku powstał wodny węzeł rozrządowy przyjmujący wodę z Kanału Górnonoteckiego oraz Noteci (Kanału Nowonoteckiego) i rozdzielający ją w sposób umożliwiający regulację do kanału zasilającego Kanał Bydgoski oraz starego koryta Noteci kierującego się w stronę Rynarzewa.
W kolejnych latach na Nowym Kanale Noteckim dokonywano doraźnych prac konserwujących, służących spełnianiu przez ciek funkcji regulacyjnej i melioracyjnej.

## Walory przyrodnicze i krajobrazowe
Nowy Kanał Notecki przepływa po wschodniej stronie rezerwatu przyrody Dziki Ostrów w pobliżu Brzozy, gdzie ochronie podlega dąbrowa świetlista. Około 1 km od Chmielnik nad Kanałem znajduje się pałacyk myśliwski Skórzewskich wpisany do rejestru zabytków województwa kujawsko-pomorskiego. Na odcinku kilku kilometrów po obu jego stronach znajduje się Obszar Chronionego Krajobrazu Łąk Nadnoteckich (1165 ha). Występujące tu zbiorowiska mszarne, szuwarowe oraz fragmenty zarośli wierzbowych i lasów olszowych stanowią siedliska i miejsce lęgu ponad 100 gatunków ptaków, w tym wielu objętych ochroną gatunkową. Dużą rolę w krajobrazie spełniają położone wśród łąk mineralne wyspy – ostrowy, występujące również w rezerwacie Dziki Ostrów.